# Mozes Salomon Vaz Dias

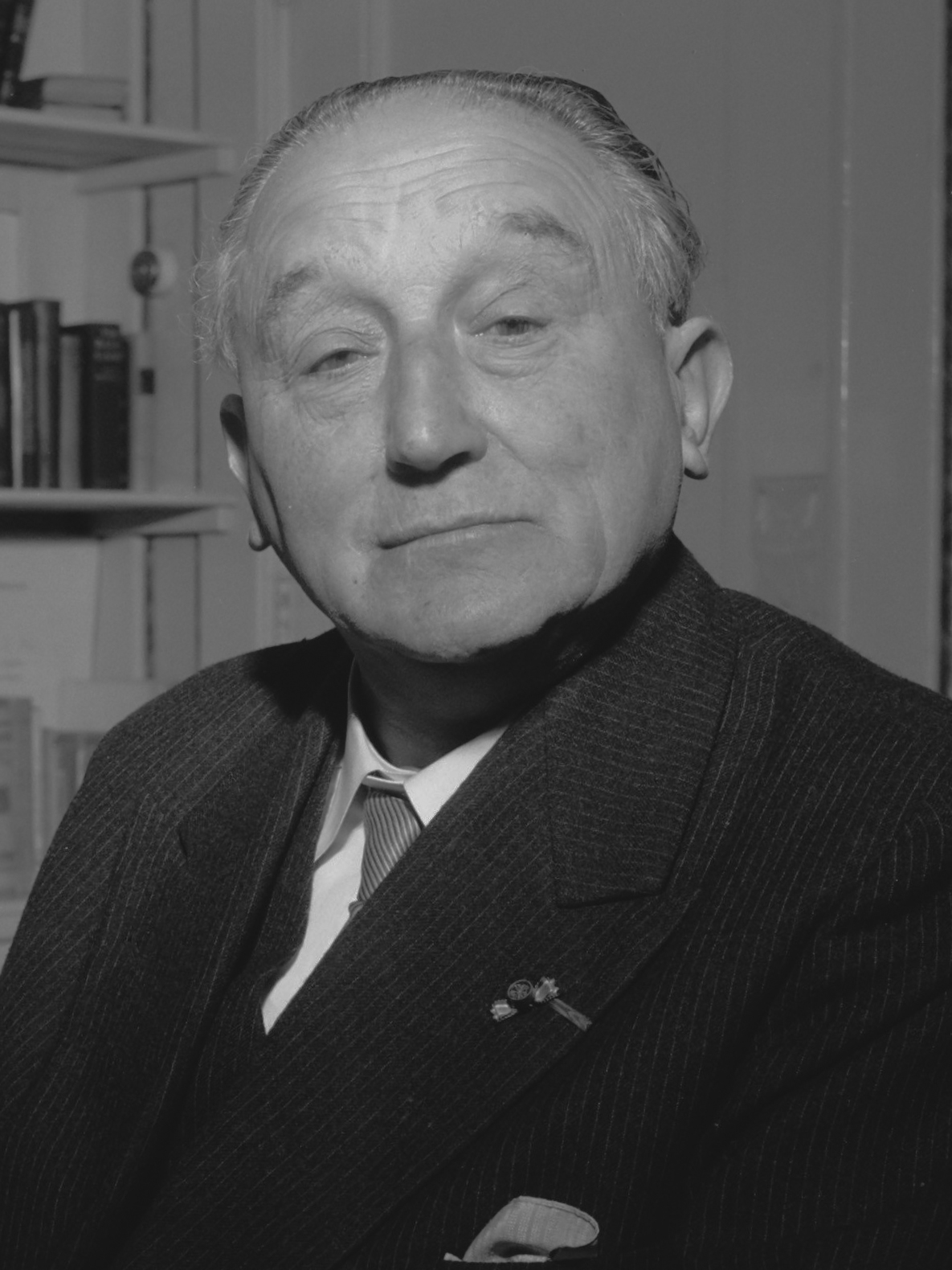
Mozes Salomon Vaz Dias (1956)

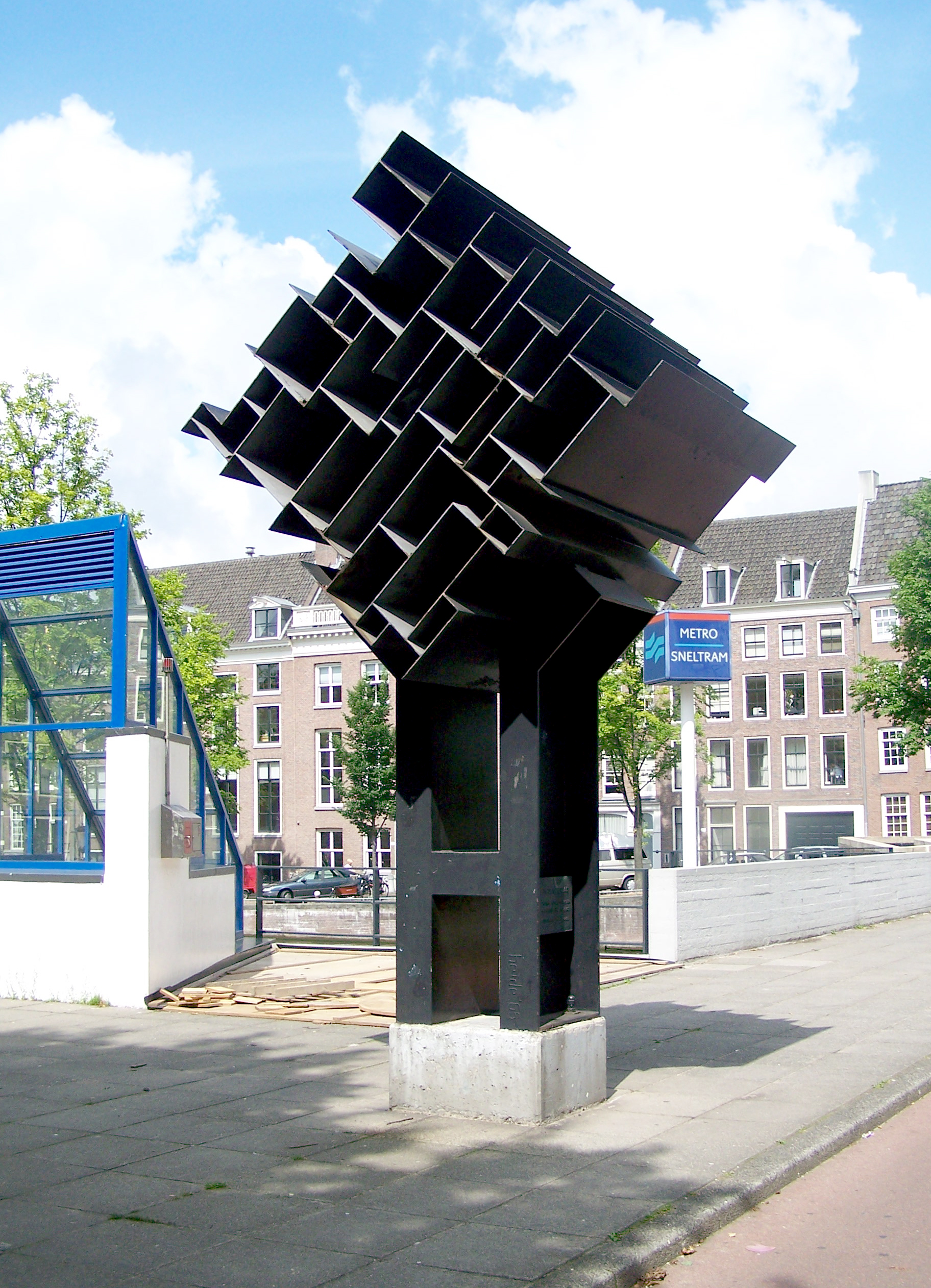
Monument voor Mozes Vaz Dias aan de Weesperstraat in Amsterdam, door Herman van der Heide.

Mozes Salomon Vaz Dias (Amsterdam, 22 mei 1881 - aldaar, 4 januari 1963) was een Nederlands journalist en oprichter van een persbureau.
In 1904 richtte hij het Persbureau M.S. Vaz Dias op, dat onder meer persberichten leverde aan dagbladen, en in 1922 gaf het persbureau het eerste live-radioverslag ter wereld van een voetbalwedstrijd, via de zender die de Nederlandse Seintoestellen Fabriek op de Amsterdamse effectenbeurs had geplaatst. In het algemeen was Vas Diaz zeer gebrand op de bescherming van de door zijn persbureau doorgegeven berichten, met name het zonder betaling overnemen daarvan door andere media. De berichten van Vaz Dias via de radio waren doorgaans in code, om meeluisteren door niet-abonnees moeilijker te maken; later zond het bureau de berichten ongecodeerd uit, maar met de waarschuwing dat het verder verspreiden van de berichten verboden was. In 1923 beklaagde het bureau zich bij de rechtbank over een Haagse journalist die radiotelegrafische berichten onderschepte die uitsluitend voor het bureau Vaz Dias bestemd waren. In 1928 kwam een einde aan het monopolie dat Vaz Dias had op de radioberichtgeving, toen Han Hollander voor de AVRO de wedstrijd Nederland-België versloeg.
De Nederlandse dagbladen maakten zich in die tijd zorgen over het feitelijke monopolie dat de vier grote particuliere persbureaus hadden. Het ging daarbij naast Vaz Dias om Aneta-Holland, het Haagsch Correspondentie-Bureau en het Nederlandsch Telegraaf-Agentschap (een dochter van Reuters). Mede hierom werd door de Nederlandse dagbladen gestreefd naar het opzetten van een nationaal persbureau zoals dat in vele andere Europese landen gebruikelijk was. Uiteindelijk werd in 1934 het Algemeen Nederlandsch Persbureau opgericht, waarin de nieuwsdiensten van de verschillende persbureaus gezamenlijk zouden worden ondergebracht. Dit ANP zou voortaan de nieuwsdienst voor de Nederlandse dagbladen verzorgen. Vaz Dias werd hierbij een van de directeuren van het ANP. Het radionieuws dat het persbureau voor verschillende Hilversumse omroepen verzorgde, werd vanaf 1935 ook door het ANP verzorgd. Wel hield Vaz Dias een eigen nieuwsdienst aan voor de zakelijke markt en voor zijn eigen nevenbedrijven, waaronder een fotobureau. Het ANP was er niet gelukkig mee - men was echter niet ingegaan op het aanbod van Vaz Dias om hem voor 2 miljoen gulden volledig uit te kopen. In 1936 was het conflict zo hoog opgelopen dat Vaz Dias als directeur van het ANP met vervroegd pensioen werd gestuurd.
De afvloeiingsregeling zou pas in 1940 definitief worden vastgesteld, maar werd vervolgens na de Duitse inval flink ingekrompen (Vaz Dias was van Joodse afkomst). Hoewel Vaz Dias aanvankelijk een stempel in zijn persoonsbewijs kreeg die hem moest behoeden voor arrestatie en deportatie, een zogeheten Sperr, moest hij later niettemin onderduiken.
Vaz Dias overleefde de oorlog, en zette de reclame-activiteiten voort die hij in 1936 was begonnen. In 1954 richtte hij Vaz Dias International op, dat als 'adviesbureau voor exportreclame' internationale reclamecampagnes opzette voor ondernemingen als KLM, AKZO en Philips. Vaz Dias overleed in 1963 in zijn geboorteplaats Amsterdam. In 1964 werd de M.S. Vaz Diasbrug naar hem genoemd en in 1967 werd daar het Monument Vaz Dias onthuld, vervaardigd door de beeldhouwer Herman van der Heide. Het reclamebureau bestaat nog altijd.